# Sierra Santo Domingo
Sierra Santo Domingo är en bergskedja i Chile.   Den ligger i regionen Región de Los Lagos, i den södra delen av landet, 900 km söder om huvudstaden Santiago de Chile.
Sierra Santo Domingo sträcker sig 24,0 km i nord-sydlig riktning. Den högsta punkten är 1 598 meter över havet.
Topografiskt ingår följande toppar i Sierra Santo Domingo:
- Cerro Juliet
- Cerro Santo Domingo

I omgivningarna runt Sierra Santo Domingo växer i huvudsak blandskog. Runt Sierra Santo Domingo är det glesbefolkat, med 12 invånare per kvadratkilometer.